# GAMBA TV〜青と黒〜
『GAMBA TV〜青と黒〜』（ガンバ ティーヴィー あおとくろ）は、2009年9月28日から毎日放送（MBSテレビ）で放送中のガンバ大阪応援番組。2024年2月以降は、毎週月曜日の深夜（火曜日の未明）に15分番組として編成されている。
番組開始から2013年3月26日（25日深夜）までは、毎週火曜日の1時台（毎週月曜日深夜）後半に放送。2010年9月以降の放送時間は、火曜 1:35 - 1:50（月曜深夜）だった。また、2013年4月から2014年3月までは、毎月最終日曜日の深夜に30分番組として放送。2014年10月6日から2020年6月22日までは、毎週月曜日の深夜に15分番組として編成していた。2020年7月から2021年3月までは、毎月最終月曜日の深夜に30分番組として放送（この時期までの放送時間はいずれも不定）。2021年4月から2024年1月までは、放送時間と放送の間隔を変えずに、毎月最終火曜日の深夜25:29 - 25:59（水曜日の未明1:29 - 1:59）に編成されていた。
2016年10月から2019年9月までは、基本としてイオン・イオンリテール（Jリーグトップパートナー協賛社）の単独提供番組として放送されていた。放送の時期によっては、同社に加えて、他のスポンサーが付くこともある。放送12年目の2021年9月29日（28日深夜）放送分で、通算の放送回数が500回に到達。2023年2月（28日深夜）放送分からは、放送済みの本編動画をTVerから放送後1週間限定で配信している。

## 概要
ガンバの情報に特化した地上波のテレビ番組としては、『ガンバレ!GAMBA』（1993年から1996年3月までテレビ大阪で5分間のミニ番組として編成）以来のレギュラー番組で、ガンバからの全面協力の下に制作。毎日放送の関連会社であるCS放送のGAORAでも、2009年11月6日から、原則として毎週金曜日の22:30から放送している（放送時間を変更する場合あり）。
Jリーグシーズン中の放送では、ガンバ大阪所属選手の対談を中心に、直近の試合の得点シーンや選手1人が試合映像を見ながらプレーを振り返っている。その一方で、下部組織に所属している選手、（放送時点でスタッフとして在籍している元選手を含む）ガンバOB、ガンバ以外のチームへ移籍した現役選手のインタビューやミニドキュメンタリーも随時放送。番組のスポンサーによっては、番組内で放送するCMに、ガンバの選手やチームトレーナーを登場させることがある。過去には、「武井択也の武（たけ）い～話」や「丹羽大輝のポジティブ丹羽（ニワ）―ド」など、放送時点でガンバに所属していた選手の冠企画をレギュラーで放送していた。
初回から2023年5月31日（30日未明）放送分までは、ガンバのサポーターであることを公言しているたむらけんじが、およそ14年間にわたってMCを務めてきた。たむらはMCと並行しながらピン芸人・タレント・実業家として関西地方を中心に日本国内で手広く活動していたが、2023年の5月上旬からアメリカ合衆国へ移住することに伴って、当番組へのレギュラー出演を含む日本国内での芸能活動を同月までに終えている。

### 放送・インターネット向け配信体制の変遷
2012年8月からは、ガンバが万博記念競技場（当時のホームスタジアム）内でJリーグのホームゲーム開催日にのみ提供していた『G-SEG』（エリアワンセグ放送サービス）を通じて、当番組の放送済み映像を配信。ガンバがクラブ史上初めてJ1リーグからJ2リーグへ降格した2013年には、3月まで毎週月曜日に15分番組として編成されていたが、翌4月のリニューアルを機に、GAORAでの遅れ放送を続けつつも月1回放送の30分番組に移行した。もっとも、ガンバが翌2014年にJ1へ復帰したことを受けて、同年4月からは週1回放送の15分番組として再スタート。同年10月から、開始当初の放送枠に戻っていた。
2016年以降のレギュラー放送では、直近の放送済み映像を編集した動画を、放送後（毎週火曜日の15:00）から次回放送の直前まで1週間限定で「MBS動画イズム（旧『MBSオンデマンド』）」から無料で配信。同年9月12日（13日未明）放送分で、通算の放送回数が300回に達した。ただし、「MBS動画イズム」からの動画配信は、2017年のJリーグ公式戦開幕直前（2月20日放送分）で終了。開幕後からは、MBS・GAORAでのテレビ放送に再び特化していた。
2018年9月10日（11日未明）放送分で、通算の放送回数が400回に到達したため、当日のみ放送枠を30分に拡大。2002年から2011年までガンバの監督として当番組へ随時出演した後に、2018 FIFAワールドカップ日本代表の監督を務めた西野朗とたむらによる対談（パナソニックスタジアム吹田で収録）および、西野とガンバ関係者・サポーターによる質疑応答の模様を、当日から3回（残り2回は17日・24日のレギュラー版）にわたって紹介した。12月31日（月曜日）の7:00  - 7:50にも、レギュラー放送での未公開映像などを含めた再編集版を、『西野朗×ガンバTV ロシアの激闘独占告白大晦日スペシャル』を放送している。
2020年には、日本国内における新型コロナウイルスへの感染拡大の影響で、Jリーグの公式戦が第2節から中断。当番組では、遠藤のJリーグ公式戦最多出場タイ記録（中断前の2月23日に横浜F・マリノスとの開幕戦で達成した通算631試合出場）の達成を記念した企画や、「Memories」という回顧企画などを編成することによって毎週放送を続けていた。Jリーグが公式戦を再開した7月から、毎月最終週放送の30分番組に再編成。たむらが登場しない企画（月替わりで1名の選手が出演する「ガンバ戦士が語るガンバマンスリーハイライト」・月替わりで1名の選手が放送月のガンバ公式戦からベストプレーを選ぶ「ガンバ戦士が解説　GAMBA TV月刊ベストプレー」・三嶋真路のナレーションで進行する「GAMBA TVマンスリートピック」）の放送をシーズン中限定で開始した。
2023年2月（28日深夜）放送分からは、「MBS動画イズム」からの配信終了以来途絶えていた放送済み動画のインターネット向け配信を、放送日から1週間限定の「見逃し配信」ながら6年振りに再開している。

#### 競合番組との関係
毎日放送の放送対象地域である関西地方では、朝日放送→朝日放送テレビが2015年からJリーグのシーズンを中心に『Jフットニスタ』（ガンバ・ヴィッセルを含む関西地方のJリーグ4クラブとWEリーグに加盟しているINAC神戸レオネッサの試合ダイジェスト・情報を放送する事前収録番組）を毎週月曜日の深夜（火曜日の午前2時台）に編成。放送時間の一部が当番組と重複していた。これに対して、当番組は月1回放送へ移行後の2021年4月から、放送枠を火曜日の深夜（基本として水曜日の午前1:29 - 1:59）に移動している。
その一方で、毎日放送では2023年4月から、J3以上のリーグに所属している関西地方のプロサッカークラブ（ガンバ、ヴィッセル、セレッソ大阪、京都サンガF.C.、FC大阪、奈良クラブ）の活動を紹介する目的で『KICK OFF! KANSAI』（日本サッカー協会と日本プロサッカーリーグの企画・監修による企画ネット番組）を基本として土曜日の6:30 - 7:00に編成。『KICK OFF! KANSAI』もTVerの「見逃し配信」対象番組で、ガンバから1名の選手が交互に出演しているが、当番組は同月以降もレギュラーでの放送を続けている。
なお、『KICK OFF! KANSAI』では2023年12月から、放送枠を日曜日の深夜（基本として24:50 - 25:20＜月曜日の0:50 - 1:20＞）へ移動。ガンバが2005年にJ1リーグで初優勝を果たした際の監督（西野朗）や主力選手が一堂に会した橋本英郎の引退試合（2023年12月16日にパナソニックスタジアム吹田で開催）については、橋本がガンバを皮切りにヴィッセルとセレッソへ在籍していたことなどから、当番組ではなく『KICK OFF! KANSAI』の2023年内最終放送（12月24日深夜＝25日未明）で「橋本英郎引退試合スペシャル」として取り上げている。
当番組では2024年2月から、月曜日深夜（火曜日未明）での週1回放送を再開。毎日放送の関西ローカル向け編成では、関西地方のプロサッカークラブに関する情報番組が、『KICK OFF! KANSAI』から2夜続けて深夜帯にレギュラーで放送されるようになった。当番組の週1回放送の再開に際しては、火曜日の午前2:14から放送を始めている『Jフットニスタ』との重複を避けるべく、基本の放送枠を同番組の直前（火曜日の午前1:59 - 2:14）に設定している。

### たむらけんじMC時代（2009年9月 - 2023年5月）
放送の時点でガンバに所属していた選手と、たむらによる対談企画を随時編成。たむらは、対談に臨む選手の人生を紹介する際に、（自身のギャグにちなんで）「折れ線ちゃ〜ト」と呼ばれる折れ線グラフを用いることが多かった。日本国内で新型コロナウイルス感染症の流行が始まった2020年には、リーグ戦を中断していた時期に、この企画の新規収録や放送を休止。リーグ戦再開後の7月から放送を再開したものの、収録に際しては感染拡大防止策の一環として「リモート方式」で対応していた。

#### 特別企画・特別番組
2010 FIFAワールドカップ・南アフリカ大会期間中の2010年6月14日には、当時ガンバに所属していた遠藤保仁が、日本代表のMFとしてグループリーグE組の対カメルーン代表戦に出場した。この試合は日本時間で当番組の放送日（月曜日の放送前）に組まれていたため、当番組では放送時間を当初の予定から15分拡大したうえで、収録放送から『ガンバTV緊急生放送企画』に急遽変更。たむらに加えて、松本麻衣子（毎日放送アナウンサー）を「ガンバTVサポートガール」（進行役）、ガンバOBの本並健治をゲストに迎えて試合を振り返った。当番組の生放送は大会閉幕の翌日（7月12日）まで続けられたが、6月21日以降の放送では松本（7月5日のみ当時の後輩・吉竹史）が進行を担当する一方で、たむらはVTRを通じての出演にとどまっていた。
2013年11月4日の1:50 - 3:20（3日の深夜）には、同日午後に開催のJ2リーグ戦第39節・ガンバ対ロアッソ熊本戦（万博記念競技場）の録画中継を、当番組の70分拡大版として放送。松本がピッチリポーター、先輩のスポーツアナウンサー・近藤亨が実況を務めたほか、たむらと福田正博（浦和レッズOBのサッカー解説者）がゲストで登場した。ガンバは、この試合での勝利によって2014年からのJ1リーグに復帰する と、同年にJ1での初優勝を達成。当番組では、12月9日未明（8日深夜）放送分を「優勝記念特別番組」として編成するとともに、番組史上初めてガンバ所属の選手・スタッフ全員を出演させた。
2015年9月15日の未明（14日の深夜）には、レギュラー版とは別に、遠藤保仁・前園真聖・宇都宮徹壱（サッカージャーナリスト・写真家）・木口亜矢（進行アシスタント）をオープン目前の「市立吹田サッカースタジアム」（ガンバが2016年シーズンからホームスタジアムとして使用）に迎えて収録した『ガンバTV 完成直前!新スタジアム魅力発見スペシャル』を0:50 - 1:50に放送。テレビ番組では初めて同スタジアムのスタンド内・ピッチ上で収録を実施したほか、当番組初出演の前園が収録翌日から数日にわたってスペイン・イギリス国内の著名なサッカー専用スタジアム（カンプ・ノウ、エスタディ・コルネリャ＝エル・プラット、アンフィールド、ウェンブリー）を取材した模様を放送した。さらに、9月29日未明（28日深夜）と10月6日未明（5日深夜）のレギュラー放送では、上記の特別番組で公開していなかった映像を流している。
2017年6月26日（27日未明）放送分では、同月23日に堂安律のエールディヴィジ・FCフローニンゲン移籍が発表されたことを受けて、当初予定していた放送内容（前週から放送していたたむら・遠藤対談の後編）を急遽変更。26日の午前中に市立吹田サッカースタジアムで急遽収録したたむら と堂安の対談を中心に、前日（25日）同スタジアムで開かれた堂安のJリーグラストマッチ（対川崎フロンターレ戦）や、2017年6月限りで契約を満了（期限付きでサンフレッチェ広島へ移籍）するパトリック のお別れセレモニー（24日）のダイジェスト映像を放送した。
2019年には、12月23日（月曜日）の1:40 - 2:40（22日深夜）に、たむらが出演しない特別番組として『ガンバTVスペシャル～プロのロッカールームを400時間撮り続けたら…～』（ガンバ大阪の全面協力によるドキュメンタリー）を放送。この年のJ1リーグでガンバのホームゲーム全17試合の開催日にパナソニックスタジアム吹田内のガンバ側ロッカールームで撮影された映像（総撮影時間約400時間）から、チームの節目やターニングポイントになった試合での映像を対象に、ロッカールームで繰り広げられた宮本恒靖監督や選手たちの知られざるやり取りを紹介した。ちなみに、2020年3月27日からは、上記の映像をベースに製作されたDVD『ガンバ大阪 宮本恒靖 激動の1年に完全密着～プロのロッカールームを400時間撮り続けたら・・・～』が発売されている。
2021年11月12日（木曜日）の未明（3:00 - 3:55）には、前夜（11日）にパナソニックスタジアム吹田で催されたJ1リーグ第32節・ガンバ対ヴィッセル神戸戦の録画ダイジェスト中継を『ガンバTVスペシャル』として放送。近藤亨が実況を担当したほか、たむらとガンバOBの加地亮が出演した。
通算の放送回数が500回に達した2022年9月29日（28日深夜）と、ガンバの設立から30年目に当たる10月（27日＝26日深夜）には、放送期間の12シーズン中に当番組へ出演する機会があった新旧のガンバ選手から、たむらと現役選手代表（倉田秋と第1回から出演している宇佐美貴史）の合議によって「ガンバTV的ベストイレブン」（GK：木村敦志、DF：中澤聡太・岩下敬輔・藤春廣輝、MF：遠藤・武井・加地・二川孝広・安田理大、FW：宇佐美・倉田）を決めた模様を「ベストイレブン決めちゃ～うスペシャル」として放送した。ちなみに、501回目の放送では、たむら直々の依頼で上記の「ベストイレブン」全員が直筆でサインを入れたガンバのレプリカユニフォームを、希望する視聴者から抽選で1名に進呈している。

#### 番組MC卒業記念企画（2023年4・5月）
当番組では、4月9日（日曜日）の15:00にパナソニックスタジアム吹田で組まれていたJ1リーグ公式戦第7節・ガンバ対川崎フロンターレ（ガンバが2対0というスコアでシーズン初勝利）の試合後に、「たむらけんじMC卒業記念試合」を同スタジアムのピッチ上で開催した。この試合にはガンバが全面的に協力していて、たむらが前半に「たむらブルー」チームのFW・後半に「けんじブラック」チームのFW→GKとして出場した一方で、当番組の放送開始後にガンバへ所属していたOBから（ジュビロ磐田の現役選手として前日にJ2リーグの対水戸ホーリーホック戦へ出場していた今野泰幸を含む）23名が「たむらブルー」（今野・加地・木村・武井・岩下・中澤・赤嶺真吾・横谷繁・金正也・赤崎秀平・小川直毅・市丸瑞希）と「けんじブラック」（安田・播戸竜二・橋本英郎・星原健太・大塚翔平・西野貴治・稲森克尚・青山直晃・佐々木勇人・小椋祥平・平井将生）に分かれて参加。4月（26日未明）分の放送では、「たむらけんじMC番組卒業記念スペシャル」の第1弾として、「卒業記念試合」への完全密着ドキュメント企画（試合の実況：近藤亨、解説：「ガンバ特命広報大使」の前園、スペシャルゲスト：ガンバの現役GKで対フロンターレ戦に出場していなかった東口順昭）を中心に構成した。
5月分の放送では、「たむらけんじ番組MC卒業記念スペシャル」の第2弾として、万博記念競技場の近辺（2015年までガンバのクラブハウスが所在していたエリア）やパナソニックスタジアム吹田内のVIPルームでたむらの渡米直前に収録。放送に際しては、2023年シーズンからガンバのキャプテンを初めて務めている宇佐美が「代役MC」として「ゲスト」のたむらと対談した映像、対談の収録後に小野忠史（ガンバ大阪の代表取締役社長）がたむらに花束を贈った映像、ダニエル・ポヤトス監督（肩書はいずれも収録時点）率いるガンバの選手全員がスタジアム南東部の練習場でたむらとエールを交換した映像などが盛り込まれた。
もっとも、たむらは「師匠」と慕っている間寛平から「（2022年まで参加していた）淀川寛平マラソンの2023年大会（12月16日・17日に開催）へ出て欲しい」との要請を受けたことをきっかけに、2023年11月から日本へ一時的に帰国。帰国中には、2023年シーズンにおける「ガンバTVアウォーズ」の選考と発表を兼ねてパナソニックスタジアム吹田のロッカールームで実施されていた同年12月分の収録に「飛び入り」で参加している。

### マンスリーMC体制への移行（2023年6 - 12月）
2023年の6月（27日未明）放送分からは、MCを固定しない「マンスリーMC」体制へ移行。以下の人物やコンビを、「MC候補者」として月替わりで迎えている。ただし、MCの役割や全体の構成は、たむらがMCを務めていた時期（前月まで）の放送とほとんど変わっていない。
- 2023年6月（27日未明放送分）：小杉竜一[12]（ブラックマヨネーズ）
- 2023年7月（26日未明放送分）：ナジャ・グランディーバ[13]
- 2023年8月（30日未明放送分）：ドーナツ・ピーナツ[14]
- 2023年9月（27日未明放送分）：田村裕[15]（麒麟）
- 2023年10月（11月1日未明放送分）：小嶋花梨[16]（NMB48：番組史上初の女性MC）
- 2023年11月（11月29日未明放送分）：安田理大[17]

なお、「ガンバTVアウォーズ」の選考と発表を兼ねていた2023年12月分では、選考を任されたガンバの現役選手を代表して福岡将太が「マンスリーMC」を担当。

### 小嶋花梨×ドーナツ・ピーナツのMC時代（2024年1月以降）
当番組では2024年から「メインMC」を固定する方針を2023年内から打ち出していたため、上記の「マンスリーMC」経験者から小嶋とドーナツ・ピーナツを「メインMC」に起用することを決定。2024年の初回（1月30日未明放送分）に先駆けて、同月12日の「ガンバ2024年シーズン　キックオフイベント」（ガンバの公式YouTubeチャンネルからの配信限定イベント）内で発表された。当初は2024年のガンバ春季キャンプを小嶋とドーナツ・ピーナツで取材したうえで、その映像を同年の初回で放送することを予定。小嶋は放送上「キックオフイベント」でのお披露目映像に登場していたが、後にインフルエンザへの感染によってキャンプ取材への参加を見合わせたため、ドーナツ・ピーナツがMCを事実上単独で務めた。
その一方で、当番組では「メインMC」の正式な交代を機に、2024年の2月から週1回のレギュラー放送を4年8ヶ月振りに再開。再開後の基本放送枠は毎週月曜日の深夜25:59 - 26:14（火曜日の未明1:59 - 2:14）で、再開前と同じく15分番組として放送しているほか、第2回（2月6日未明放送分）からは小嶋も「メインMC」として出演している。また、毎週放送の再開に先駆けて、X（twitter）上に当番組初のアカウントを開設した。
2024年5月7日（火曜日）の未明（1:29 - 2:44）には、前日（6日）の13:07からパナソニックスタジアム吹田で催されていたJ1リーグ第12節・ガンバ対セレッソ戦（同年の公式戦初の大阪ダービー）の録画ダイジェスト中継を『ガンバTV　大阪ダービースペシャル』として放送。金山泉（毎日放送アナウンサー）が実況、安田が解説を担当したほか、小嶋とドーナツ・ピーナツも出演した。6日は宇佐美にとって32回目の誕生日でもあったため、ガンバが勝った場合か引き分けた場合には、当番組の特別企画として試合の直後に「宇佐美貴史　誕生日会」を同スタジアム内で開くことも計画。実際には、ガンバが宇佐美の「バースデーゴール」で挙げた1点を守り切った末に勝利したため、本人を交えての「誕生日会」が実現した。
パナソニックスタジアム吹田にガンバの現役選手から1～2名を迎えて収録する回では、たむらがMCを務めていた時期の「折れ線ちゃ〜ト」と同様に、「あの頃の俺　タイムリープ」（収録に招いた選手が自身のサッカー人生を節目に応じて100点満点で採点する自己評価企画）を実施している。
小嶋はこの番組の出演がきっかけで、2025年8月23日の横浜FC戦にNMB48としてパナソニックスタジアム吹田でLIVEパフォーマンスを披露することが発表された。

## GAMBA TV アウォーズ
年内最終放送の毎年12月に30分枠の拡大スペシャルなどで放送されている特別企画。選手やスタッフへのアンケートを基に絞り込んだノミネート（候補）への投票を経て、ノミネート対象者を含むガンバの選手の前で、MCが部門別に受賞者を発表・表彰する。なお、クラブ史上初めてJ1リーグからJ2リーグへの降格が決まった2012年には開催されていない。
当初は、部門別のノミネートを番組公式サイトで発表したうえで、サポーターの投票によって部門別の受賞者を決定。2014年までは、松本も授賞式の収録に同席していた。2011年頃から2019年までは、ノミネート対象者を含む選手間投票を実施。当時MCだったたむらが、投票した選手を授賞式で名指しすることもあった。

### 2009年
同年の最終放送で、選手からのアンケートによる『緊急ミーティング』が開催。MVPには、口数が極度に少ないことからインタビューを苦手にしている二川孝広を、たむらが「収録に出てきてくれた」という理由だけで選出した。

### 2010年
- MVP

宇佐美貴史
18歳ながらチームの主力に定着。
- 影のMVP

藤ヶ谷陽介
チーム唯一のリーグ戦全試合フル出場。
- ベストゴール賞

遠藤保仁
J1第13節 vs浦和戦 ロスタイムに同点にされた直後の決勝ゴール。
- ベストプレー賞

橋本英郎
J1第15節から第20節で決めたクラブタイ記録となる6試合連続ゴール。
- やっちゃちゃ〜賞[21]

安田理大
J1第28節 vs神戸戦 ロスタイムの失点に繋がったパスミス。
- 特別賞

ルーカス
ガンバの多くのタイトル獲得に貢献。

### 2011年
12月5日深夜（6日未明）の「2時間スペシャル」で前編、12日深夜（13日未明）、19日深夜（20日未明）のレギュラー版の3回にわたって放送。同年入団の新人ディフェンダー・藤春廣輝が、アウォーズ史上初めて、2部門での受賞を果たした。
- MVP

イ・グノ
チーム最多得点・最多アシストを記録。
- 影のMVP

明神智和
主将としてチームを牽引。
- ベストゴール賞

下平匠
J1第17節 vs柏戦 逆転勝利につながった自身のJリーグ初ゴール。
- ベストプレー賞

藤春廣輝
J1第29節vs横浜FM戦 相手のカウンター攻撃を阻止したディフェンス。
- やっちゃちゃ〜賞

藤春廣輝
J1第11節vs福岡戦 プロ初スタメン戦のファーストタッチでヘディングを空振り。
- 特別賞（歴代最高監督賞）

西野朗
同年限りで監督を退任するまでの10年間、チームをリーグ上位に導き続け、多くのタイトルをもたらした功績を称える目的で表彰。同年12月4日の「ガンバファン感謝デー」で、MCを務めていたたむらが西野へトロフィーを手渡した。

### 2013年
12月2日深夜（3日未明）の「45分拡大スペシャル」で2年ぶりに放送。この年のみナイスムーブ賞が表彰された。
- MVP

藤春廣輝
フィールドプレーヤーではチーム唯一の全試合スタメンフル出場。
- 影のMVP

藤ヶ谷陽介
2005年から9年間、守護神としてチームを支え多くのタイトル獲得に貢献。
- ベストゴール賞

宇佐美貴史
J2第25節 vs神戸戦 2年ぶりの復帰戦で決めた復帰後初ゴール。
- ベストプレー賞

大森晃太郎
J2第40節 vs京都戦 途中出場で決めた自身のプロ初ゴール。
- やっちゃちゃ〜賞

今野泰幸
ロッカールームで藤春が起こした騒動のきっかけ。
- ナイスムーブ賞[23]

木村敦志
移動中のバス内での星原健太とのトーク。

### 2014年
12月15日深夜（16日未明）の「30分拡大スペシャル」に放送。収録日が週末に控えた天皇杯決勝前であったため、アンケートの紹介は事前に収録された一部が放送された。
- MVP

東口順昭
移籍1年目ながら全試合スタメンフル出場し三冠達成に貢献。
- 影のMVP

岩下敬輔
ピッチ内だけでなく私生活面でも多くの選手を気遣う。
- ベストゴール賞

佐藤晃大
J1第32節 vs浦和戦 リーグ優勝の天王山を制した決勝ゴール。
- ベストプレー賞

宇佐美貴史
2トップを組んだパトリックへの絶妙なアシスト。
- やっちゃちゃ〜賞

長谷川健太
上記の佐藤のゴールが決まった瞬間つまずいて転倒。

### 2015年
12月21日深夜（22日未明）の「30分拡大スペシャル」で放送。木口がアシスタントとして収録に参加した。
- MVP

東口順昭
前年に劣らぬ高いセービングを発揮。2年連続2度目の受賞はいずれも初。
- 影のMVP

コーチ・スタッフ
公式戦60試合のハードな日程となったチームを支えた。
- ベストゴール賞

宇佐美貴史
J1 1st第5節 vs清水戦 阿部浩之からのロングボールをトラップして放ったゴール。
- ベストプレー賞

金正也
ACL準々決勝 vs全北戦 試合終了間際に米倉恒貴が決めた決勝ゴールのアシスト。
- やっちゃちゃ〜賞

丹羽大輝
J1CS準決勝 vs浦和戦 ゴールポストにあたりオウンゴールを逃れた浮き玉気味のバックパス。

### 2016年
12月12日（13日未明）・20日（20日未明）および2017年1月9日（10日未明）に放送。2016年シーズンからガンバがホームスタジアムとして使用している市立吹田サッカースタジアム内で初めて収録した。また、たむら・ガンバの14選手 に加えて、ガンバのチアダンスチームのメンバー（3名）が初めて収録に参加した。
- MVP

井手口陽介
J1公式戦初ゴールを決めたり、リオ・デ・ジャネイロオリンピックにサッカー日本代表のチーム最年少選手として出場 したりするなど、弱冠20歳ながら大きく成長した。
- 影のMVP[27]

チームの全スタッフ
- ベストゴール賞

アデミウソン
ルヴァンカップ決勝 vs浦和戦 およそ50mの距離をドリブルで独走した末に決めた先制ゴール。
- ベストプレー賞

長沢駿
J1 2ndステージ第10節 vs湘南戦　雨の中で決めたボレーシュート。
- やっちゃちゃ〜賞

倉田秋
J1 2ndステージ第17節 vs川崎戦 相手ゴール前でGKの弾いたボールを止めようとしたところ、右足がボールに乗ったはずみで転倒。

### 2017年
12月11日（12日未明）のレギュラー版および、18日（19日未明）の「30分スペシャル」で放送。たむら・ガンバの8選手 に加えて、ガンバのチアダンスチームのメンバー（5名）が収録に参加した。
- MVP

倉田秋
ガンバで初めて背番号10を付けたシーズンながら、Jリーグ公式戦で8ゴールを挙げたほか、2013年から務めている副キャプテンとしてもリーダーシップを大いに高めた。
- 影のMVP

橋本篤マネジャー
練習はもとより、練習以外でも選手を心身共にサポート。
- ベストゴール賞

長沢駿
J1第2節 vs柏レイソル戦 一緒に出場していた藤春が、「エグい!ヤバい!神!ゴッド!」と絶賛したほど鮮やかな2ゴール。
- ベストプレー賞

井手口陽介
クラブ内はもとより、この年から定着した日本代表チームでもトップクラスのボール奪取力。
- やっちゃちゃ〜賞

オ・ジェソク
J1第19節 vsセレッソ大阪戦 試合途中の交代でベンチに下がった直後にアデミウソンが決勝ゴールを挙げたにもかかわらず、ベンチ内で足に痙攣を起こしていたため、チームの歓喜の輪に入れなかった。
- 特別賞

長谷川健太
クラブ史上初めてJ2を経験した2013年から、J1で10位に終わった2017年限りで監督を退く まで、5シーズンにわたってチームを率いたことへの感謝を込めて。

### 2018年
12月3日（4日未明）・10日（11日未明）・17日（18日未明）のレギュラー版で放送。表彰式の収録（パナソニックスタジアム吹田）には、たむら・ガンバの13選手 に加えて、「幼少期からのガンバファン」という西澤瑠莉奈（NMB48）がたむらのアシスタント兼審査員として参加した。また、前年まで2年続けて「影のMVP」を受賞していた橋本マネジャーは、この年から「殿堂入り」扱いで表彰の対象から外れた。
- MVP

ファン・ウィジョ
J1シーズン途中の8月にU-23韓国代表のオーバーエイジ枠でアジア大会へ出場しながら、ガンバへ復帰した9月以降に出場した7試合で（1試合2ゴールを含む）7ゴールを決めるなど、移籍2シーズン目にしてクラブトップ（リーグ3位）の16ゴールを記録。J2再降格の危機にあったクラブのJ1残留へ大きく貢献した。
- 影のMVP

今野泰幸
シーズン序盤の故障で4ヶ月間もの戦線離脱を余儀なくされながらも、9月1日のJ1第25節 vs川崎フロンターレ戦から実戦に復帰すると、同月に自身初のJ1月間MVPを受賞。前述したフロンターレ戦から11月25日のJ1第33節 vsV・ファーレン長崎戦まで続いたクラブ史上最長タイ記録の9連勝や、クラブのJ1残留に大きく貢献した。
- ベストゴール賞

小野瀬康介
J1第31節 vs浦和レッズ戦において、ミドルシュートで決めたゴール。
- ベストプレー賞

林瑞輝
J1第9節 vsセレッソ大阪戦（ガンバ主催の大阪ダービー）で、正GKの東口がDF三浦弦太との激突 によって退場したことを受けて、前半16分からGKとしてJ1リーグ公式戦に初出場。そのまま最後までゴールを守ると、チームを完封勝利に導いた（スコアは1 - 0）。
- やっちゃちゃ〜賞

三浦弦太
上記のセレッソ戦における東口との激突。東口が顔面を骨折したのに対して、自身は無傷のままプレーを続けた。

### 2019年
12月9日（10日未明）のレギュラー版および、16日（17日未明）に放送の30分スペシャルで発表。パナソニックスタジアム吹田内のパートナーラウンジで収録された表彰式には、たむら・ガンバの9選手 に加えて、高校生時代にセンターバックで女子サッカー兵庫県大会準優勝を経験した清水麻椰（この年に毎日放送へ入社したアナウンサー）がアシスタントとして参加した。
- MVP

倉田秋
シーズンを通じた活躍を背景に、他の選手を大きく上回る票数（13票）を得たことによって2年振りに受賞。奇しくも、表彰式を収録した11月26日に、31歳の誕生日を迎えた。
- 影のMVP

宇佐美貴史
「（フォルトゥナ・デュッセルドルフから）ガンバへ復帰したシーズン途中に（成績の低迷などで）雰囲気の暗かったクラブへ明るさと笑いをもたらした」という理由で、本人だけが票を入れたにもかかわらず、たむらが「その姿勢が潔い」と評価したことによって受賞。
- ベストゴール賞

倉田秋
J1第12節 vsセレッソ大阪戦（大阪ダービー）で放った「自分のサッカー人生で最高」というゴールと、第29節vs 川崎フロンターレ戦でフロンターレDF・登里享平と激突しながらヘディングで決めたゴール。後者のゴールでは、脳震盪と左頬骨の骨折で途中交代と1ヶ月近くの戦線離脱を余儀なくされたが、収録3日前（11月23日）のJ1第32節 vs仙台戦から残りシーズン3試合に出場した。
- ベストプレー賞

福田湧矢
J1第28節 vsコンサドーレ札幌戦において、流血しながら頭でボールをキープ。
- やっちゃちゃ〜賞

高江麗央
Jリーグに初めてVARが導入された9月4日のルヴァンカップ準々決勝・対FC東京戦で、後半6分に放ったシュートがいったん得点と認められたにもかかわらず、リーグ公式戦史上初めて、VARからの要求による判定の再確認によって得点を取り消された。

### 2020年
シーズン途中の7月から月1回の放送へ移行したことや、新型コロナウイルス感染拡大の影響で例年のようなアンケートの実施などが難しいことなどを踏まえて、選考方法を例年から大幅に変更。11月の時点でガンバに所属する選手を「ベテラン」「中堅」「若手」の3グループに分けたうえで、各グループを代表する選手（選考委員） による公平な協議を通じて部門別のノミネートを選出した後に、たむらの独断と偏見によって受賞者を決めた。
年内の最終放送（12月22日未明）で、ノミネートをめぐる協議の模様を紹介した後に、受賞者を発表。上記の影響で、例年のような表彰式を開催しない代わりに、たむらと受賞者が1対1の「リモート方式」でトークを展開した。
- MVP

東口順昭（「ベテラン」「中堅」からのノミネートを経て受賞）
前述した影響で公式戦の日程が例年より過密だったにもかかわらず、リーグ戦の全34試合でゴールを守りながら、スーパーセーブでチームの危機を何度も救った。
- 影のMVP

小野裕二（「中堅」からのノミネートを経て受賞）
この年にサガン鳥栖からガンバに新加入。勝負へのこだわりの強さ故に、ピッチ上でチームメイトに厳しい意見や熱い檄をぶつけるなど、チームに新風を吹き込んだ。
- ベストゴール賞

渡邉千真（「ベテラン」からのノミネートを経て受賞）
J1第10節 vsサガン鳥栖戦で決めた2本のゴールのうち、藤春からのパスを絶妙なトラップで止めた末に放った1本目で受賞。2本目で、Jリーグ公式戦通算100ゴール（大卒の選手としては史上3人目）の快挙を達成した。
- ベストプレー賞

高尾瑠（「若手」からのノミネートを経て受賞）
J1第23節 vs大分トリニータ戦において、東口でも止められなかったトリニータの攻撃をゴール前で凌いだ起死回生のクリアキック。
- やっちゃちゃ〜賞

藤田健人トレーナー（「若手」からのノミネートを経て受賞）
J1第21節 vsFC東京戦のハーフタイム中に、ガンバ側のロッカールームで軽く転倒。この試合ではロッカールームを撮影していたため、転倒したシーンの映像も放送された。

### 2021年
11月の時点でガンバに所属する選手をポジション単位で「GK」「DF」「MF」「FW」の4グループに分けたうえで、各グループを代表する12名の選手（選考委員） による公平な協議を通じて部門別のノミネートを選出した後に、たむらの独断と偏見によって受賞者を決めることになっていた。
パナソニックスタジアム吹田バックスタンド内のVIPエリア（Vシート）でグループ別に時間帯を変えながら収録された選考会の模様のうち、「MVP」以外の選考の模様を11月分（12月1日未明）、「MVP」選考とたむらによる受賞者発表の模様を12月分（同月27日未明）で放送。「やっちゃちゃ〜賞」については、「ノミネート対象のプレーが全グループの選考で一致した結果、受賞者が自動的に決まる」という史上初めての事態に至ったため、事実上11月の放送分で受賞者が発表された。
授賞式については、授賞選手とたむらが同じ部屋で対面する方式が2年振りに復活。たむらがトロフィーを授賞選手へ直々に渡すのではなく、テーブルに置かれた全ての賞のトロフィーから、当該選手に自分の賞のトロフィーを選ばせていた。授賞式の直後には、シーズンの途中からトップチームの監督を務めていた松波正信 が、監督退任の挨拶を兼ねて出演。
- MVP

パトリック（全グループで一致）
ガンバへの完全復帰2年目にして、J1のリーグ戦でチームトップの13ゴールをマーク。J135節 vs大分トリニータ 戦でハットトリックを達成したことによって、J2再降格の危機にあったクラブの勝利とJ1残留確定に貢献した。
- 影のMVP

白井陽斗
自分の意思でサポーターとのハイタッチイベントに参加したアウェーゲームでチームが全勝。
- ベストゴール賞

菅沼駿哉
第30節で、J1への残留を争っていた柏レイソルを相手に、ガンバにおけるJ1公式戦での初ゴールをマーク。この年のリーグ戦で記録した唯一のゴールが、チームにとって貴重な1点差勝利をもたらした。
- ベストプレー賞

倉田秋
チームが停滞していたシーズン中盤に、練習から意識を変えていくことをチームメイトに提案。
- やっちゃちゃ〜賞

佐藤瑶大 （全グループで一致）
J1第26節 vs横浜FC戦の前半終了間際（アディショナルタイム中）に、ガンバ側のゴールへ突進してきたマギーニョを体当たりで止めたプレーが審判からファウルとみなされた末に、レッドカードを出されて退場。チームは当該プレーによる瀬古樹のフリーキックから、アルトゥール・シルバのゴールで先制点を奪われたところで前半を終えた。さらに、10名によるプレーを余儀なくされた影響で後半にも2失点。試合の開始時点でJ1の最下位だった横浜FC に、1対3というスコアで敗れた。

### 2022年
ガンバがJ1リーグのシーズン中盤からJ2リーグへの降格圏争いに巻き込まれていたことを背景に、前年から一転して、11月分（30日未明）からの「アウォーズ」の放送を断念。ガンバのJ2降格が決まった場合には、最初に降格した2012年と同様に、「アウォーズ」の開催を見送ることを予定していた。結局、11月5日の最終節でガンバのJ1残留が確定したことに伴って、「アウォーズ」の開催を決定。「MVP」を含む各賞の受賞者を、12月分（21日未明放送分）で発表した。
上記の事情から、「MVP」を含む各賞の選考には、シーズンの序盤に右アキレス腱を断裂しながらも終盤に戦線へ復帰した宇佐美だけが参加。宇佐美は、複数の候補（ノミネート）を挙げたうえで、たむらとのクロストークを交えながら受賞者を決定した。受賞者選考の模様はパナソニックスタジアム吹田内のVIPルームで収録されたが、例年と違って授賞式を開催しなかったため、受賞者にはスタッフを通じて個別にトロフィーを贈呈した。
- MVP

三浦弦太
宇佐美をはじめ、主力選手に故障が相次いだこの年のガンバにあって、J1リーグ公式戦全34試合中33試合に出場。フルシーズンにわたる出場に加えて、豊富な運動量やDFとしてのコーチングも高く評価された。ちなみに、たむらは宇佐美をMVPに推挙していたが、本人が「（右アキレス腱の断裂で半年もの戦線離脱を余儀なくされるなど）稼働率が悪かった」「自分にとっては、1年を通じて試合に出ることがMVP（ノミネート）の『ドレスコード』（最低条件）」という理由で固辞。
- 影のMVP

田中雄太フィジオセラピスト
J1第3節vs 川崎フロンターレ戦で右アキレス腱を断裂した宇佐美のリハビリに半年間立ち会うなど、選手の気持ちに寄り添う姿勢を高く評価。この部門のみ、2003年シーズンから20年にわたってガンバとオフィシャルサプライヤー契約を結んできたアンブロ（umbro）も、番組側からのノミネートで選考の対象になっていた。
- ベストゴール賞

パトリック
J1第33節で、J1への残留を争っていたジュビロ磐田を相手にオーバーヘッドキックで決めたゴール。4日前に出場した第32節 vs 横浜F・マリノス戦で右脚に生じた肉離れの影響で、クラブからシュート練習を禁止されていたにもかかわらず、肉離れの判明後最初に放ったシュートが得点につながった。この得点が2022年シーズンの公式戦におけるラストゴールで、シーズン終了後に京都サンガF.C.への完全移籍が決まったため、宇佐美によれば「（サンフレッチェへの移籍期間をはさんでガンバに長年貢献してきたことへの）感謝を込めて、ガンバへの在籍中に決めた全てのゴールに捧げるつもりで選んだ」という。
- ベストプレー賞

石毛秀樹
J1第23節で、J1への残留を争っていたサンガを相手に食野亮太郎が決めたゴールへのアシスト。宇佐美曰く「陸に上がった魚みたいにゴール前で粘り強く動いていただけで、『アシスト』と言えるかは疑問だが、2022年のガンバを象徴するプレー」とのことで、石毛がこの年に清水エスパルスから移籍したことや、チームにとってサンガ戦での引き分けで得た勝ち点1が残留への決め手になったことも考慮された。
- やっちゃちゃ〜賞

石川慧
GKとしてスタメンに起用されたフロンターレとのJ1第3節（前述）で、チームの1点リードで迎えた試合の終盤にロングボールを蹴ろうとして地面にボールを置いたところ、背後から駆け寄ってきた小林悠にボールを奪われた。さらに、小林からのパスを受けたレアンドロ・ダミアンに同点ゴールを許した末に、2対2というスコアで試合が終了。試合中に右アキレス腱の断裂によって担架で退場した宇佐美曰く「ガンバがここしばらく苦汁をなめさせられている」というフロンターレから久々に白星を挙げるチャンスを、不用意なラストプレーで失ってしまった。

### 2023年
前年に続いてJ2リーグへの降格圏争いに巻き込まれていたガンバのJ1リーグ残留が、J1リーグ最終節の前週（11月25日）に決まったことを受けて、「アウォーズ」の開催を決定。「MVP」を含む各賞の受賞者を、12月分（20日未明放送分）で発表した。
各賞の選考には、11月の時点でガンバに在籍していた選手から、宇佐美・東口・食野・半田陸・山本悠樹・黒川圭介・福岡将太が参加。放送上は、6月以降の「マンスリーMC」に対する印象を7人で語り合った後に、7人から出された「ノミネート」に沿って「マンスリーMC」の福岡が受賞者を決めることになっていた。ところが、最後の選考部門である「MVP」を決める直前に、「日本へ一時的に帰国していた初代MCのたむらが、収録先（パナソニックスタジアム吹田のロッカールーム）へ突然姿を現す」というハプニングが発生。たむらは「MVP」の選考に加わったばかりか、「MVP」を受賞した山本にトロフィーを手渡していた。
- MVP

山本悠樹
MFとしてJ1リーグ公式戦26試合に出場。ノーゴールながら4試合続けてアシストを記録するなど、シーズンを通じて「司令塔」の役割を担い続けたことが高く評価されていた。放送の5日後（2023年12月25日）に、川崎フロンターレへの完全移籍を発表。
この部門に「飛び入り」で選考に参加したたむらは、「初代のMCを15年にわたって務めた」という理由で、自身をMVPにノミネート。自身をMVPに選ぶことを他の選手へ暗に求めていたが、選手間での選考に際しては、このような要求が一切考慮されなかった。
- 影のMVP

藤春廣輝
入団2年目から10シーズン近く守り続けてきたレギュラーポジション（左サイドバック）を黒川に奪われながらも、黒川が警告の累積によって出場停止処分を受けたことから、J1第22節 vs川崎フロンターレ戦でシーズン初出場。この試合でフル出場を果たすとともに、激しいディフェンスでチームのJ1リーグ戦3連勝（8戦無敗）達成に貢献した。
本人は大阪体育大学卒業後の2001年からガンバに13シーズン在籍していたが、黒川が2022年頃から左サイドバックへ定着していることなどを背景に、2023年の契約期間満了をもって退団（後にJ3リーグのFC琉球へ完全移籍）。2023年シーズンにおけるJ1リーグ戦への出場も、前述したフロンターレ戦と、退団が決まった後にパナソニックスタジアム吹田で組まれていたヴィッセル神戸とのシーズン最終戦（終盤の10分間のみ出場）だけにとどまった。このような経緯から、放送上は「影のMVP」の発表に続いて、入団会見から最終戦セレモニーまでの13年間を振り返る特集が組み込まれていた。
- ベストゴール賞

食野亮太郎
この年のJ1で久々にスタメンで起用された第21節において、柏レイソルの守備陣をドリブルで突破した末に、鮮やかなミドルシュートで決めたゴール。
- ベストプレー賞

ダワン
藤春がシーズン初出場を果たしたJ1第22節において、3対3で迎えた後半アディショナルタイムの6分に、ガンバへ決勝点をもたらしたヘディングシュート。当初は宇佐美が「ベストゴール賞」のノミネートに挙げていたが、東口と福岡が推していた食野のミドルシュートが「ベストゴール賞」に決まったことから、MCでもある福岡の独断によって「ベストプレー賞」として表彰することになった。
- やっちゃちゃ〜賞

福田湧矢
J1第12節vs ヴィッセル戦で脱臼した左肩の手術を受けてから、およそ1ヶ月の入院加療を経てチームへ復帰した後のリハビリ期間中に、周囲が心配するほどの天然ボケが2日続けて露呈したことに対する受賞。前年に「影のMVP」を受賞した田中雄太フィジオセラピストの目撃談によれば、「ランニングシューズを取りに行ったはずのロッカールームで、ソファに座り込んだまま、備え付けのテレビから流れる番組に見入っていた。その翌日には、私物の携帯電話をロッカールームへ取りに行ったはずなのに、なぜかプロテインの入った袋だけを手にしながら（練習用の）グラウンドへ戻ってきた」という。

### 2024年
J1リーグの開幕を機に15分枠での週1回放送を復活させたことを背景に、授賞式をリーグ戦の終盤にパナソニックスタジアム吹田内で収録したうえで、最終節直後の回（12月10日未明）から年内の最終回（12月24日未明）まで3回にわたって放送。クラブに在籍する選手・関係者へのアンケートに基づく選考を再開した一方で、この年から「メインMC」を務めるドーナツ・ピーナツと小嶋が、授賞式を初めて進行した。
放送上は、「ベストゴール賞」と「ベストプレー賞」を12月10日の未明、「影のMVP」を12月17日の未明に15分枠で発表。放送枠が12月24日未明の2:30-3:00（30分）に設定された年内最終回では、「やっちゃっちゃ～賞」と「MVP」を発表した後に、宇佐美と小嶋による対談（パナソニックスタジアム吹田内のロッカールームで別途収録）の映像を放送した。
ちなみに、「ベストプレー賞」では、ノミネートからの選考をピーナツに一任。「やっちゃっちゃ～賞」の授賞式では、日本へ再び帰国していた初代MCのたむらが、「賞の創設者」という名の下でタイトルコールのVTRを寄せていた。
- MVP

宇佐美貴史
キャプテンを務めながら、J1リーグ戦35試合の出場でクラブ最多の12ゴールを記録。
- ベストゴール賞

坂本一彩
天皇杯の準決勝で、右足の痙攣をものともせずに決めたゴール。クラブはこのゴールで横浜F・マリノスに勝利したものの、71大会振りの「関西勢対決」になった決勝でヴィッセル神戸に惜敗した。
- ベストプレー賞

一森純
ドーナツ・ピーナツのピーナツがメインMC就任後初めて観戦していたガンバの公式戦（J1第4節vs.ジュビロ磐田戦）の終了間際に、福田湧矢のミスで許したシュートを両手で止めるスーバーセーブ。
- 影のMVP

中村有希フィジオセラピスト
FC東京からの移籍1年目ながら、クラブ内で相次いだ故障者のリハビリに尽力。
- やっちゃっちゃ～賞

美藤倫
関西学院大学から入団したばかりのMF。J1第11節vs.アビスパ福岡戦に途中交代で公式戦へのデビューを果たしたが、試合の終盤に仕掛けた相手選手へのタックルが「危険」とみなされたため、出場から僅か8分で退場を余儀なくされた。ちなみに、初出場から8分での退場処分は、Jリーグ公式戦での史上最速タイ記録である。

## スタッフ
- ナレーション：三嶋真路
- 制作協力：ガンバ大阪
- 製作著作：毎日放送